# Eduard Siegl

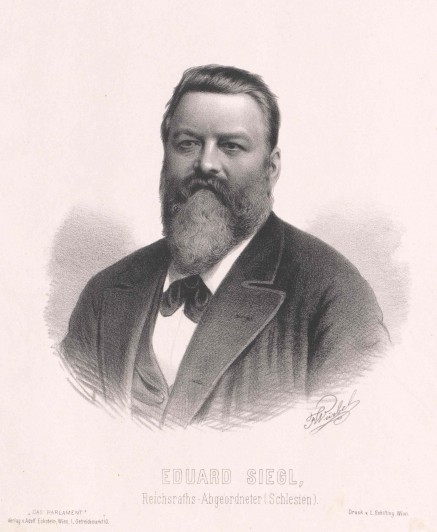
Eduard Siegl

Eduard Siegl (* 24. Oktober 1831 in Mährisch Schönberg; † 27. November 1889 in Göding) war ein österreichischer Landwirt und Politiker.

## Leben
Als Sohn eines Fabrikanten geboren, studierte Siegl nach dem Besuch der Gymnasien in Kremsier und Olmütz Rechtswissenschaften in Prag. Während seines Studiums wurde er 1848 Mitglied der Burschenschaft Markomannia Prag, mit der er im Mai 1848 in die Revolution verwickelt war. 1849 wurde er auf seiner Flucht nach Ungarn in Olmütz verhaftet und nach Hradschin in Untersuchungshaft gebracht. 1850 wurde er zum Tod verurteilt, dann zu 15 Jahren Schweren Kerkers begnadigt und 1854 dann amnestiert. Seine Strafe saß er in der Festung in Komorn ab. Nach seiner Entlassung war er in der Landwirtschaft tätig. 1862 wurde er technischer Direktor der Zuckerfabrik in Barzdorf. Von 1873 bis 1875 war er als Mitglied der Fortschrittspartei und später für die Vereinigte Linke und den Deutschen Klubs Abgeordneter im Reichsrat für die Landgemeinden des nordwestlichen Schlesiens.

## Ehrungen
- 1877: Ehrenbürger von Pohlitz und Würbenthal